# Научная деятельность Гербария Московского университета

## Научно-исследовательская работа в Гербарии[1]
Богатейшие коллекции Гербария Московского университета в полной мере стали использоваться для научной работы только в послереволюционный период. Несмотря на то, что в 1837 году Гербарий был размещён в удобном помещении в новом университетском здании и сделался доступным для справок, научная работа на его базе почти не велась. В него поступали коллекции на длительное хранение, в основном обработанные и лежащие затем «мёртвым грузом». Только в конце XIX века в Гербарии появилась специальная должность хранителя, который мог отдавать все время обработке и размещению новых материалов. Сложность использования Гербария для научной работы состояла и в том, что до прихода в него Д. П. Сырейщикова отдельные коллекции не были объединены, растения не наклеены, и поиск нужного образца отнимал много времени.
Роль Д. П. Сырейщикова в приведении Гербария в порядок трудно переоценить. Объединение коллекций, перевод их на единую систему Энглера, начало районирования «Среднерусского гербария» — все эти начинания послужили основой для развёртывания научной работы на базе Гербария. Общедоступность, эта традиционная особенность университетского Гербария, активно поддерживалась Сырейщиковым. С первых послереволюционных лет Гербарий был широко открыт для всех, интересовавшихся ботаникой. Это сразу же привлекло в него ряд добровольных помощников, активно содействовавших развитию научных исследований на его базе.
«Характерными, притягивающими чертами обстановки в Гербарии были настоящая любовь к науке, и в частности к гербарному делу, дружество, взаимоуважение и научная взаимопомощь». Привлекала ботаников в Гербарий и возможность пользоваться прекрасной ботанической библиотекой. Не случайно Гербарий в этот период объединил московских ботаников — систематиков, флористов и ботанико-географов, а его коллекции явились основой для ряда значительных работ названных направлений. Н. В. Павловым были опубликованы крупные обработки по флоре Монголии и Казахстана, в том числе трёхтомная «Флора Центрального Казахстана» ; С. Ю. Липшицем — по флоре Семиречья, Южного Урала, по систематике родов Козелец (Scorzonera L.) и Соссюрея (Saussurea DC.); П. А. Смирновым — по среднерусской флоре и по систематике ряда групп злаков, особенно ковылей; В. С. Говорухиным — «Флора Урала» и т. д.
Коллекции Гербария широко использовались в работах над «Флорой СССР»: В. И. Кречетовичем при обработке рода Осока (Carex L.), М. И. Назаровым — Ива (Salix L.), Н. В. Павловым — Джузгун (Calligonum L.) и Курчавка (Atraphaxis L.); С. Ю. Липшицем — Козелец, Соссюрея; Ю. Д. Сосковым — Левзея (Rhaponticum Vaill.); С. В. Юзепчуком — Манжетка (Alchemilla L.); М. Г. Поповым — семейства Бурачниковые (Boraginaceae Juss.); Р. Ю. Рожевицем — Злаки (Gramineae Juss.) и т. д. Материалы Гербария учитывались во всех довоенных (до седьмого включительно) изданиях «Флоры средней полосы европейской части СССР» П. Ф. Маевского. В послевоенных восьмом и девятом изданиях московские коллекции, к сожалению, использованы меньше, хотя именно в конце 1940-х — начале 1950-х годов Гербарий Московского университета пополнился обширным материалом из европейской части страны.
Естественно было преимущественное базирование на коллекциях Гербария при составлении местных флор и определителей: «Флоры Приокско-Террасного государственного заповедника» П. А. Смирнова (1958), «Определителя растений Московской области» (1966), «Конспекта флоры Рязанской Мещёры» (1975), «Конспекта флоры Якутии» М. Н. Караваева (1958), «Определителя растений Якутии» (1975) и др. Коллекции Гербария использовались при составлении ряда иллюстрированных справочников-определителей: «Школьный ботанический атлас» Т. В. Асеевой и В. Н. Тихомирова (1964), «Травянистые растения СССР» (1971), «Дикорастущие полезные растения СССР» (1976), «Определитель сосудистых растений центра Европейской России», 1 и 2 издания (1992, 1995), «Иллюстрированный определитель растений Средней России», тома 1—3 (2002—2004) и т. д.
В последние десятилетия XX века московские материалы активно изучались ботаниками республик Средней Азии и Казахстана; они были использованы при составлении республиканских «Флор» — Казахстана, Узбекистана, Таджикистана, а также десятитомного «Определителя растений Средней Азии». Как уже упоминалось, коллекции Гербария Московского университета изучались многими авторами сводок «Флора европейской части СССР» (= «Флора Восточной Европы»), «Флора Сибири» и «Сосудистые растения советского Дальнего Востока» и т. д.
Особый раздел научной работы Гербария составляет изучение старых коллекций (XVII, XVIII и XIX веков). Первые изыскания такого рода были предприняты М. И. Назаровым. В послевоенные годы очень интересные исследования проведены М. Н. Караваевым . В начале XXI века возникла новая волна интереса к изучению старых классических коллекций. Большой интерес к старым коллекциям, особенно к гербариям Гофмана, Эрхарта, отца и сына Форстеров, проявляют иностранные ботаники.
В последние десятилетия одним из направлений исследований стало изучение типового материала, хранящегося в коллекциях Гербария. Итогом изучения аутентичных материалов стали монографические каталоги типовых образцов.
Благородные традиции общедоступности сохраняются в Гербарии и сейчас. Гербарий оказывает помощь и консультации, предоставляет возможности пользоваться коллекциями всем заинтересованным исследователям. Ежегодно в нём работают около 300 специалистов как из научных и учебных учреждений различных городов России, так и из-за рубежа.

## Связи Гербария с ботаническими кафедрами университета[10]
Если до 1917 года все ботанические исследования и преподавание ботаники в Московском университете были сконцентрированы на одной кафедре ботаники, то после 1917 года началась интенсивная дифференциация наук и, как следствие, выделение новых кафедр, где осуществлялась подготовка более «узких» специалистов. Одной из таких кафедр МГУ стала кафедра геоботаники, официально открытая в 1929 году, хотя специализация по геоботанике велась на кафедре высших растений под руководством профессора В. В. Алёхина с 1923 года. В стране интенсивно осваивались новые территории, и многочисленные ботанические экспедиции ежегодно разъезжались в различные районы с целью изучения растительного покрова и мобилизации природных ресурсов.
С самого начала возникновения кафедры геоботаники в МГУ между ней и Гербарием возникла тесная связь, сохранившаяся до сих пор, и даже формально, в соответствии со штатным расписанием биологического факультета МГУ, Гербарий является одной из лабораторий кафедры геоботаники. Объясняется это как постоянным притоком из экспедиций большого гербарного материала, обработка которого была бы без обращения к коллекциям Гербария немыслима, так и тем большим значением глубокой флористической, систематической и ботанико-географической подготовки, какое придавал ей основатель и первый заведующий кафедрой В. В. Алёхин. Он не только сам постоянно и много гербаризировал в полевых условиях, но и геоботанические экспедиции, проведённые под его руководством (Нижегородская, 1925—1928 годы; Московская, 1925—1929, 1931 годы), доставили огромный гербарный материал, вошедший в основной фонд Гербария. Личные сборы В. В. Алёхина (более 4 тысяч листов) документируют его многочисленные работы по систематике, флоре и растительности различных районов европейской России. Некоторая часть его сборов, особенно ранних, разобрана и включена в основной фонд в конце XX века, она позволила уточнить и дополнить некоторые детали его биографии, относящиеся к началу научной деятельности.
Огромный, превосходно оформленный гербарный материал из различных частей страны оставил в Гербарии старейший сотрудник кафедры геоботаники доцент П. А. Смирнов. Им описано около семидесяти новых видов, типовой материал большинства из них хранится в Гербарии. Им изданы эксикаты: «Растения Алтая» — 100 номеров и два выпуска «Избранные злаки СССР» — 101 номер. Общее число листов гербария, собранного П. А. Смирновым, достигает нескольких десятков тысяч.
Организация геоботанических экспедиций была одной из важнейших форм научно-исследовательской деятельности кафедры геоботаники, позволявшей привлекать постоянно к полевым и камеральным работам студентов и аспирантов, сочетать обучение с практической работой. Наряду с этим широко использовались возможности направления студентов и выпускников кафедры геоботаники в научные экспедиции других учреждений и организаций, что значительно расширяло географию поступающих в Гербарий коллекций. Экспедиции кафедры: Алтайская и Тянь-Шанская (П. А. Смирнов, Д. А. Транковский, 1930, 1935), Кавказская (Р. А. Еленевский, 1939, 1940; П. А. Смирнов, 1929, 1941), Сталинградская (П. П. Жудова, М. И. Груздева, М. С. Двораковский, И. В. Иванова, Н. Г. Несветайлова, А. Н. Патова, Л. В. Моторина, Ю. К. Дундин, И. А. Губанов и др., 1949—1953), Туркменская (П. П. Жудова, М. И. Груздева, 1951, 1952), Башкирская (П. П. Жудова, М. И. Груздева, В. Н. Вехов и др., 1955—1960), Рязанская (Н. А. Прозоровский, В. А. Соколова, Т. Н. Полянская и др., 1956—1959, 1961), Московская (Л. И. Абрамова, Т. В. Былеева (Багдасарова), В. В. Петров, О. Л. Лисс, Н. А. Березина и др., 1960—1965), Западно-Сибирская (О. Л. Лисс, Н. А. Березина, Л. И. Абрамова, 1966—1976), а также экспедиции других учреждений с участием сотрудников, студентов и выпускников кафедры, ежегодная зональная практика студентов дали огромный гербарный материал, существенно увеличивший объем коллекций. В советское время рост Гербария был особенно бурным. Если за 100 лет после московского пожара 1812 года коллекции Гербария достигли объёма 100 тысяч листов, то за время, прошедшее после 1917 года и особенно после организации кафедры геоботаники, число листов в нём возросло до 600—700 тысяч, при этом за период с 1945 по 2006 год коллекции утроились. Приток новых материалов позволил наладить регулярный обмен с зарубежными и отечественными гербариями. Бурный рост коллекций позволил довести объём коллекций почти до 830 тысяч образцов.
Гербарий имеет тесные связи и с кафедрой морфологии и систематики высших растений. После 1945 года на кафедре наряду с традиционными морфологическими, эмбриологическими и цитологическими работами вновь были развёрнуты исследования по систематике и флористике, что обусловило накопление значительных гербарных коллекций, постепенно передаваемых Гербарию, а также активное изучение сотрудниками и студентами этой кафедры имеющихся гербарных материалов. Следует особо отметить очень значительные сборы (более 10 тысяч листов) из различных частей страны, но особенно из средней полосы европейской части России (Московская, Владимирская, Рязанская области), переданные в Гербарий В. Н. Тихомировым. Эти материалы отличает превосходное качество сушки и монтировки. Пополняли Гербарий и другие сотрудники кафедры — Н. Н. Каден, В. Н. Вехов, В. Р. Филин, А. В. Щербаков, С. Р. Майоров, Д. Д. Соколов и др.
Коллекции Гербария постоянно используются при выполнении курсовых, дипломных и аспирантских работ студентами и аспирантами всех ботанических подразделений университета.
В своей научной деятельности Гербарий тесно связан с Ботаническим садом МГУ. Экспедиции сада (в особенности — возглавляемые профессором М. Г. Пименовым) пополняют фонды Гербария новыми материалами, сотрудники его используют коллекции Гербария при научных исследованиях. В Гербарии получают консультации по различным вопросам ботаники специалисты других кафедр биологического факультета, факультета почвоведения, географического факультета МГУ, хотя связь Гербария с кафедрами географического факультета невелика. Экспедиции географов после 1945 года почти не пополняли Гербарий Московского университета, передавая собранные коллекции главным образом на кафедру биогеографии, где есть свой небольшой гербарий (MWG).